# Henry Brethous
Henry Brethous (ur. w 1910, zm. w 1999) – francuski szermierz, złoty medalista mistrzostw świata.
Podczas mistrzostw świata w Pieszczanach w 1938 roku Francuzi w składzie: Pierre Bitschiné, Henry Brethous, Henri Dulieux, Michel Pécheux, Bernard Schmetz i Albert Wolff zdobyli złoty medal w szpadzie drużynowej. Był to jego jedyny medal w zawodach tego cyklu.
W 1945 zdobył drużynowe mistrzostwo Francji w szpadzie.
Jego nazwisko nosi hala sportowa w Libourne.
Nigdy nie wziął udziału w igrzyskach olimpijskich.